# فرم (فریدون‌کنار)
فِرِم روستایی در بخش مرکزی شهرستان فریدونکنار است که در استان مازندران واقع شده‌است. فرم دارای ۳۵۰ خانوار و ۱٬۰۴۱ نفر جمعیت دارد . شغل اکثر مردم روستا کشاورزی و کشت برنج میباشد . از جمله سوغاتی های روستای فرم برنج طارم و بینام درجه یک میباشد . این روستا از دو بخش پایین محله و بالا محله تشکیل شده است